# Peter Gabriel
Peter Brian Gabriel (* 13. února 1950 Chobham, Surrey, Anglie) je anglický hudebník. Poprvé se proslavil jako sólový zpěvák a flétnista v progressive rockové skupině Genesis. Po odchodu od ní se úspěšně věnoval sólové kariéře. V současnosti se věnuje produkci world music, metodám distribuce hudby a humanitárním akcím.

## Mládí
Gabriel se narodil v městě Chobham v hrabství Surrey v Anglii. Jeho otec, Ralph Parton Gabriel, byl elektroinženýr a jeho matka Edith Irene Allen, která byla z hudební rodiny, jej učila od raného dětství hrát na klarinet. Navštěvoval Cable House, soukromou přípravnou hudební školu ve Wokingu a od roku 1963 Charterhouse School v Godalmingu.

## Genesis
Gabriel založil Genesis v roce 1967 s přáteli z Charterhouse School Tonym Banksem, Anthonym Phillipsem, Mikem Rutherfordem a bubeníkem Chrisem Stewartem. Jméno skupiny bylo navrženo spolužákem, později hudebním impresáriem Jonathanem Kingem, který produkoval jejich první album From Genesis to Revelation.
Milovník soulové hudby Gabriel byl ovlivněn mnoha rozličnými zdroji ve způsobu jeho zpěvu, zejména Otisem Reddingem a dalšími soulovými zpěváky, stejně jako frontman skupiny Family Roger Chapman. V roce 1970 hrál na flétnu na albu Cat Stevense Mona Bone Jakon.
Genesis přitáhli pozornost v Anglii a částečně také v Itálii, Belgii, Německu a dalších evropských zemích, zejména díky Gabrielově žhnoucí přítomnosti na pódiu, která se rozvinula v používání početných bizarních kostýmových změn a komických snových příběhů vyprávěných jako úvod ke každé písni (původně Gabriel vymyslel tyto příběhy pouze, aby zaplnil čas mezi písněmi, kdy zbytek skupiny bude ladit nástroje a opravovat technické závady. Na koncertech bylo široce využíváno UVA ultrafialové záření (světlo), spolu s tím, že normální jevištní osvětlení bylo zeslabeno nebo vypnuto. Pozadí z fluorescentních bílých látek a rozptýlenost hráčů na pódiu učinily skupinu souborem siluet, kdy jediným dalším zdrojem světla byl Gabrielův světélkující kostým a líčení.

### Kostýmy

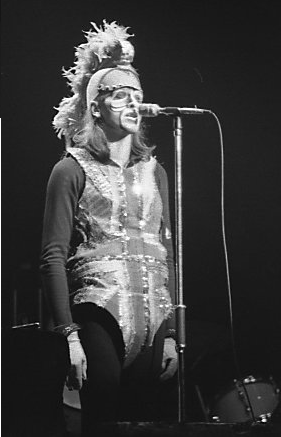
Gabrielův kostým „Brittania“ (1974)

Mezi Gabrielovy slavné kostýmy, které vytvořil, aby zviditelnil hudební myšlenky skupiny a také aby upoutal pozornost tisku, patřila „Netopýří křídla“ pro obvyklou úvodní skladbu „Watcher of the Skies“ (Pozorovatel obloh).
K dalším kostýmům patřily „Květina“ a „Magog“, které střídavě oblékal pro skladbu „Supper´s Ready“ z alba Foxtrot.
Kostým „Britannia“ nosil při skladbě „Dancing with the Moonlit Knight“ a kostým „The Reverend“ při skladbě „The Battle of Epping Forest" z alba 'Selling England by the Pound.
Kostým „Starý muž“ používal pro skladbu „The Musical Box“ z alba Nursery Cryme.
Kostýmy „The Slipperman“ a „Rael“ oblékal při skladbě „The Colony of Slippermen“ z alba The Lamb Lies Down on Broadway ve které „Rael“ byl hlavní osobou.
Vokálový zpěv v Genesis v době, kdy ji vedl Gabriel obvykle obstarával kytarista a baskytarista Mike Rutherford, klávesista Tony Banks a nejvýznačněji bubeník Phil Collins,který po dlouhém hledání náhrady zaujal místo hlavního zpěváka skupiny – poté, co Gabriel skupinu opustil v roce 1975.

### Odchod
Gabrielův odchod z Genesis, který šokoval fanoušky skupiny a ponechal mnohé komentátory v pochybnostech, zda skupina přežije, byl důsledkem mnoha faktorů. Jeho postavení jako frontmana skupiny, spolu s pozorností, kterou nashromáždil svojí oslnivou přítomností na pódiu, vyústilo v napětí uvnitř skupiny. Genesis vždy působili více či méně jako kolektiv a Gabrielův rychle rostoucí veřejný profil vedl k obavám uvnitř skupiny, že je neprávem považován za jediný tvůrčí zdroj; krom toho se skupina začala cítit spoutaná reputací (a očekáváním fanoušků) spojenou s jejich skvěle vypracovanými zpola divadelními představeními.
Napětí narostlo spolu s ambiciózním albem a turné Gabrielovy koncepční práce „The Lamb Lies Down on Broadway“, ze které byl zřejmý Gabrielův lví podíl na tvorbě textů. Během psaní a nahrávání alba „The Lamb Lies Down on Broadway“ byl Gabriel osloven režisérem Williamem Friedkinem údajně proto, že Friedkina zaujal Gabrielův krátký příběh v poznámkách na přebalu alba „Genesis Live“. Gabrielův zájem o filmový projekt s Friedkinem byl další faktor, který přispěl k rozhodnutí odejít z Genesis. Rozhodnutí odejít učinil ještě před turné podporující vydání alba „The Lamb Lies Down on Broadway“, ale Gabriel zůstal se skupinou až do zakončení turné. Přestože napětí bylo veliké se Gabriel i zbývající členové Genesis pro veřejnost shodli na tom, že odchod ze skupiny byl v dobrém, což podpořil fakt, že oficiálně odešel osm měsíců po tom, co skupině sdělil, že je pro něj čas posunout se dál.
Zlomový bod přišel spolu obtížemi v těhotenství Gabrielovy ženy Jill a následnému porodu jejich prvního dítěte Anny, kdy se rozhodl raději zůstat spolu s nemocnou dcerou a ženou, než nahrávat a vydat se na turné. Nelibost ze strany zbytku kapely přivedla Gabriela k rozhodnutí, že musí z kapely odejít.
„Solsbury Hill“, Gabrielův debutový single coby sólového umělce byl napsán výslovně o jeho odchodu z Genesis.
Tato píseň se rovněž umístila na „Billboard Hot 100“ v roce 1978, kdy se dostala mezi 70 nejlepších písní.

## Sólová kariéra
Gabriel odmítl pojmenovat kterékoliv ze svých prvních sólových alb, které tak byly všechny označeny jednoduše „Peter Gabriel“ s použitím stejného typu písma, alba se odlišovala pouze uměleckým ztvárněním přebalu. Obvykle se rozlišují podle pořadí ve vydání nebo podle designu a uměleckého ztvárnění, s tím, že na první tři sólová alba se často odkazuje jako na „Peter Gabriel (1977 album)/Car“, „Peter Gabriel (1978 album)/Scratch“ a „Peter Gabriel (1977 album)/Melt“. Jeho čtvrté sólové album, rovněž nazvané „Peter Gabriel“ bylo ve Spojených státech na přikázání studia Geffen Records označeno jako „Peter Gabriel (IV Security)“.
Po tichém přijetí rozlišujících označení alb použil Gabriel sérii dvouhláskových slov k pojmenování jeho následujících třech alb: „So“, „Us“ a „Up“. Jeho poslední dvoudisková kompilace největších hitů je pojmenována „Hit“, přičemž disk 1 nese název „Hit“ a disk 2 „Miss“.

### AlbaPeter Gabriel(1977–1985)

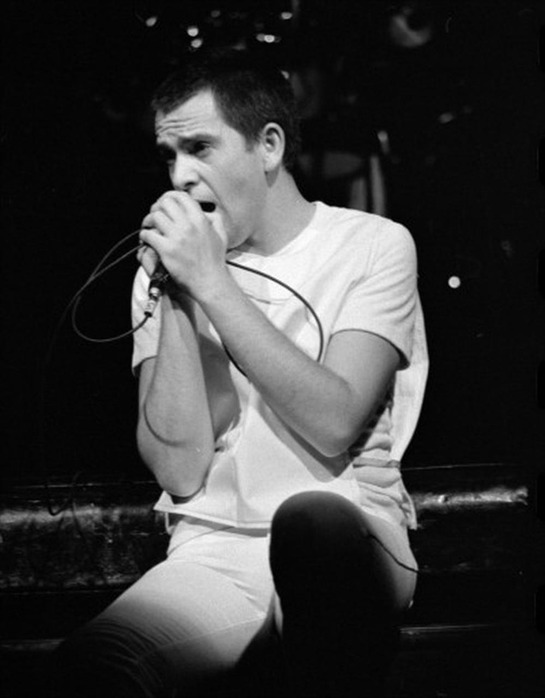
Gabriel performing, August 1978

Gabriel nahrál své první album „Peter Gabriel“ v letech 1976 a 1977 s producentem Bobem Ezrinem. Jeho první sólový úspěch přišel se singlem „Solsbury Hill“, autobiografickým kusem vyjadřujícím jeho myšlenky při odchodu z Genesis. Ačkoliv byl Gabriel převážně spokojený s hudbou, cítil, že toto album a zejména píseň „Here Comes the Flood“ bylo až přesyceno a příliš vypilováno. Řidší a uvolněnější verze lze slyšet na albu Roberta Frippa „Exposure“ a na Gabrielově kompilaci největších hitů „Shaking the Tree“ z roku 1990.
Gabriel spolupracoval s kytaristou Frippem, který byl producentem jeho druhého sólového alba „Peter Gabriel (1978 album)“. Toto album bylo štíhlejší, temnější a více experimentální, přineslo ucházející recenze, ale žádný hlavní hit.
Gabriel nalezl nové zalíbení ve „world music“ zejména v bicích nástrojích a také pro výraznou odvážnou tvorbu za širokého použití nahrávacích triků a zvukových efektů. Gabrielovo zalíbení v hudebních technologiích je považováno mnohými lidmi za jiskru jeho úspěchu, jelikož inspirovalo jeho třetí sólové album „Peter Gabriel (1980 album)“. Toto třetí album je často oceňováno jako první LP, kde byly použity nyní slavné „gated reverb“ efekty bicích. Phil Collins hrál na bicí v několika písních, včetně otevírací skladby „Intruder“, která představila „reverse-gated cymbal-less“ soubor zvuků, které Collins rovněž použil na jeho singlu „In the Air Tonight“ a používal po zbytek 80. let. Gabriel při tvorbě alba chtěl, aby jeho bubeníci nepoužívali vůbec činely, a když slyšel výsledek, požádal Collinse, aby hrál několik minut jednoduchý vzor, na kterém pak postavil skladbu „Intruder“. Album dosáhlo určitých úspěchů v hitparádách s písněmi „Games Without Frontiers“, „I Don’t Remeber“ a „Biko“.
Lopotné a občas sklíčené nahrávací dny na jeho venkovském anglickém statku v letech 1981 a 1982 s koproducentem a inženýrem Davidem Lordem vyústily ve čtvrté sólové album „Peter Gabriel (1982 album)“, u kterého na sebe Gabriel vzal více produkční zodpovědnosti. Bylo to jedno z prvních komerčních alb nahraných zcela na digitální pásek (za použití Sony mobile truck) a uvedlo raný, extrémně nákladný „Fairlight CMI“ samplovací počítač, jehož použití se již zlehka objevili i na předchozím albu. Gabriel kombinoval množství nasnímaných a přetvořených zvuků s „world-beat“ bicími a dalšími neobvyklými instrumenty, aby vytvořil radikálně novou, emočně nabitou zvukovou paletu. Kromě toho se umělecké provedení obalu skládalo z tajuplných metaforických fantazií. Navzdory podivnému zvuku alba, svébytnému vzhledu a často rušivých témat bylo prodáváno velice dobře. Toto album dosáhlo prvního umístění mezi nejlepšími 40 hity ve Spojených státech písněmi „Shock the Monkey“ a „I Have the Touch“. Videoklip k písni „Shock the Monkey“, ve kterém se Gabriel představil s nabílenou tváří a makakem v kleci si udržel první příčku na hudební televizi MTV po 9 týdnů. Studio Geffen records přinutilo Gabriela k pojmenování jeho čtvrtého alba ve Spojených státech „Security“, aby upoutalo pozornost při jeho vydání a také, aby se odlišilo od ostatních tří.
Alternativní verze Peterova třetího a čtvrtého alba byly vydány rovněž s německými texty. „Peter Gabriel – 3“ se skládal v zásadě ze stejných nahrávek, pouze přezpívaných s novými vokály, zatímco „Security“ bylo také remixováno a několik písní bylo prodlouženo nebo zlehka pozměněno.
Gabriel pořádal rozsáhlá turné pro každé své album. Zpočátku se demonstrativně vyhnul divadelním prvkům, které charakterizovaly jeho vedení Genesis. Pro své druhé sólové turné si celá kapela oholila hlavy. V čase vydání „Security“ začal vyvíjet propracované pódiové rekvizity a akrobatické prvky při zavěšení na pojízdné jeřáby, obličej měl deformovaný Fresnelovými čočkami a zrcadlily a na tváři neobvyklý make-up. Při svém turné 1982–83 měl jako předkapelu Davida Bowieho. Nahrávky tohoto turné byly vydány jako dvojalbum „Plays Live“.
Jeviště bylo připraveno pro Gabrielův kritický a komerční zlom s jeho další studiovou nahrávkou, kterou připravoval téměř tři roky. Během nahrávání a produkce alba si rovněž udělal čas ke složení filmového soundtracku pro Alana Parkera a jeho filmovou práci z roku 1984 „Birdy, který se skládal jak z nových materiálů tak i zremixovaných instrumentálních nahrávek z jeho předchozího studiového alba.

### So,PassionandUs(1986–1994)
Gabriel dosáhl své největší popularity s písněmi z roku 1986 z alba „So“, které vyprodukovalo tři UK Top 20 hity „Sledgehammer“, „Big Time“ a „Don’t Give Up“ – duet s Kate Bushovou. Toto album rovněž dosáhlo umístění v Top 40 U.S. hits s písněmi „Sledgehammer“, „In Your Eyes“ a „Big Time“ a dále singlem „Red Rain“. „Sledgehammer“ dosáhl na 4 příčku v Anglii, ale ve Spojených státech byl hitem č. 1, kterému se podařilo sesadit z vrcholu píseň Genesis „Invisible Touch“. Balada „Don’t Give Up“ byla o devastaci a nezaměstnanosti. Gabriel koprodukoval album „So“ s Danielem Lanoisem rovněž známým pro svou práci se skupinou U2 a Brianem Eno.
Gabrielova skladba „Sledgehammer“, která se vypořádávala zejména s tématem sexu a sexuálních vztahů byla podkreslena velice chváleným videoklipem, který byl výsledkem spolupráce režiséra Stephena R. Johnsona (Aardman Animations) a animátory bratry Stephenem a Timothim Quayovými. Toto video vyhrálo v roce 1987 početná ocenění – MTV Music Video Awards a nastavilo nový standard pro umělecké ztvárnění písně ve filmovém průmyslu. Videoklip k písni „Big Time“, který následoval rovněž pronikl na zcela nové pole v hudebně-vizuálních animacích a speciálních efektů. Ta píseň je příběh o tom „co se stane, když se stanete trochu příliš úspěšným“, dle Gabrielových slov.
Gabriel v tomto období sehrál prominentní roli při podpoře Amnesty International, která se objevila ve Spojených státech v roce 1986 svými turné „A Conspiracy of Hope Tour“ a celosvětovým turné „Human Rights Now! Tour“
V roce 1989 Gabriel vydal „Passion: Music for The Last Temptation of Christ“, soundtrack k filmu Martina Scorseseho Poslední pokušení Krista. Za tuto práci získal své první ocenění Grammy Award v kategorii Nejlepší New Age Performance. Rovněž byl nominován na udělení Zlatého Glóbu za Best Original Score – Motion Picture.
Po tomto následovalo vydání Gabrielova alba „Us“ v roce 1992 (rovněž koprodukované s Danielem Lanoisem), alba, ve kterém prozkoumal bolest svých tehdejších osobních problémů; svého nevydařeného prvního manželství, svého vztahu s Rosannou Arquette a rostoucí vzdálenost mezi sebou a svou první dcerou.
Gabrielův pohled do svého nitra v kontextu s albem Us je možno spatřit v prvním vydaném singlu „Digging in the Dirt“ režírovaném Johnem Downerem. Doprovázen zneklidňujícími obrazovými motivy je Gabriel pokrytý šneky a rozličným listím. Tato píseň odkazuje na psychoterapii, která zabrala Gabrielovi mnoho času mezi vydáním předchozího a tohoto alba. Gabriel popisuje své neúspěchy dostat se blíže ke své dceři v písni „Come Talk To Me“ režírované Mattem Mahurinem, ve kterém je doprovázen vokálním zpěvem Sinéad O'Connor. O’Connor rovněž propůjčila svůj hlas vokálům v „Blood of Eden“ režírovaném Nicholou Bruce a Michaelem Coulsonem, třetím vydaným singlem z alba a opět se vypořádávajícím s potížemi se vztahem, a tentokráte jdouc až zpět k Adamovu žebru pro inspiraci. Výsledkem bylo jedno z Gabrielových nejvíce osobních alb. Setkalo se s menším úspěchem než „So“ dosaživ druhé příčky v žebříčku alb na obou stranách Atlantiku a činíc mírný dopad na žebříčky se singly „Digging in the Dirt“ a více funky-stylovému „Steam“, které oživilo vzpomínky na „Sledgehammer“. Gabriel spojil vydání alba s uspořádáním světového turné s Paulou Cole nebo Joy Askew, které zastaly vokální roli Sinéad O'Connor a doprovodily jej na dvoj-CD a dvoj-DVD Secret World v roce 1994.
Gabriel zapojil inovativní přístup v propagaci alba „Us“. S přáním nepublikovat pouze obrazy sebe samého požádal umělecké filmové tvůrce Nicholu Bruce a Michaela Coulsona (režiséra a producenta), aby koordinovali propagační kampaň a použili pro ni práce současných umělců. Umělci jako Helen Chadwick, Rebecca Horn, Nils Udo, Andy Goldsworthy, David Mach a Yayoi Kusama spolupracovali na vytvoření originálního uměleckého zpracování pro každou z 11 písní na mnoha-miliónovém CD. Coulson and Bruce dokumentovali průběh tvorby na Hi-8 video záznam. Bruce opustila studio Real World, které na práci dělalo a v kampani pokračoval Coulson za použití materiálů získaných při dokumentování a použitých jako propagačních EPK (Electronic Press Kit), dlouhostopého videa „All About Us“ a interaktivního CD-ROMu „Xploral“.
Gabriel získal tři další ocenění Grammy, všechna v kategorii Hudebních videí. Vyhrál kategorii Nejlepší hudební video – krátká forma Grammy v roce 1992 a 1993 s videoklipy k písním „Digging in the Dirt“ a „Steam“ v tomto pořadí. Gabriel dále získal Grammy ve stejné kategorii za své „Secret World Live“ video.

### Pozdější alba (1995–současnost)
Po pěti letech, kdy nevydal žádnou novou hudbu se Gabriel náhle znovu objevil s projektem „OVO“ a soundtracky pro představení „Millenium Dome Show“ v Londýně v roce 2000 a „Long Walk Home: Music from the Rabbit-Proff Fence“, hudbou pro australský film Rabbit-Proof Fence. Tento soundtrack získal nominaci na Zlatý Glóbus opět v kategorii Best Original Score – Motion Picture.
V září roku 2002 vydal Gabriel album „Up“, své první úplné studiové album za poslední dekádu. Zcela svépomocí produkované Up se vrátilo k některým tématům práce v pozdních 70. a časných 80. letech. Tři singly neuspěly ve vzbuzení zájmu a umístění v žebříčcích – zčásti proto, že téměř každá skladba překročila šest minut délky navíc s mnohočetnými částmi – album se však prodávalo dobře po celém světě vzhledem k tomu, že Gabriel již čerpal z široké základny věrných fanoušků získaných za takřka čtyřicet let práce v hudebním světě. Album Up bylo následováno světovým turné představujícím jeho dceru Melanie Gabriel v roli vokální zpěvačky a vydáním dvou koncertních DVD „Growing Up Live“ v roce 2003 a „Still Growin Up: Live & Unwrapped“ v roce 2004.
V roce 2008 přispěl Gabriel k soundtracku „WALL-E“ několika novými písněmi s Thomasem Newmanem zahrnujíc i závěrečnou píseň filmu „Down to Earth“, za kterou obdržel cenu Grammy Best Song Written for a Motion Picture, Television or Other Visual Media. Tato píseň byla rovněž nominována na Zlatý Glóbus v kategoriích Best Original Song – Motion Picture a Academy Award for Best Original Song.
V lednu roku 2023 ohlásil Gabriel vydání nového alba I/O a jedná se o Gabrielovo první album s novým materiálem po jednadvaceti letech.

## Diskografie
- 1977 Peter Gabriel
- 1978 Peter Gabriel
- 1980 Peter Gabriel
- 1980 Ein Deutsches Album
- 1982 Peter Gabriel
- 1982 Deutsches Album
- 1983 Plays Live
- 1985 Birdy
- 1986 So
- 1989 Passion: Music for The Last Temptation of Christ
- 1990 Shaking the Tree
- 1992 Us
- 1992 Revisited
- 2000 OVO
- 2002 Long Walk Home: Music from the Rabbit-Proof Fence
- 2002 Up
- 2003 Hit
- 2008 Big Blue Ball
- 2010 Scratch My Back
- 2011 New Blood[4]
- 2023 i/o